# Jevgenia Poljakova
Jevgenia Jevgenievna Poljakova (Russisch: Евгения Евгеньевна Полякова) (Moskou, 29 mei 1983) is een Russische sprintster, die is gespecialiseerd in de 60 m en de 100 m. Zij is nationaal kampioene op diverse sprintafstanden en werd in 2008 aanvankelijk olympisch kampioene op de 4 x 100 m estafette, totdat de ploeg in 2016 alsnog werd gediskwalificeerd wegens dopinggebruik van estafetteteamlid Joelia Tsjermosjanskaja.

## Loopbaan
Op de wereldkampioenschappen van 2007 in Osaka sneuvelde Poljakova met een tijd van 11,16 s. in de halve finale. Met haar Russische teamgenotes Jekaterina Grigorjeva, Natalia Roesakova en Joelia Goesjtsjina behaalde ze op de 4 x 100 m estafette een vijfde plaats. Op de Europacupwedstrijden dat jaar won ze een gouden medaille op de 100 m en de 4 x 100 m estafette. Eerder dat jaar won ze op de 60 m een zilveren medaille op de Europese indoorkampioenschappen. Met een tijd van 7,18 eindigde ze achter de Belgische Kim Gevaert (goud; 7,12) en voor de Poolse Daria Onyśko (brons; 7,20).
Op de Olympische Spelen van 2008 in Peking kwam Jevgenia Poljakova uit op de 4 x 100 m estafette. Het Russische viertal, naast Poljakova bestaande uit Aleksandra Fedoriva, Joelia Tsjermosjanskaja en Joelia Goesjtsjina, veroverde een gouden medaille. Met een tijd van 42,31 eindigden ze voor de estafetteploegen uit België (zilver; 42,54) en Nigeria (brons; 43,04). In 2016 werd, na hernieuwde tests van de urinemonsters van de Spelen in Peking, duidelijk dat Joelia Tsjermosjanskaja in 2008 doping had genomen, waarna de ploeg alsnog werd gediskwalificeerd. 
Poljakova is aangesloten bij MGFSO in Moskou. Haar grootmoeder Lidiya Savushkina, was eveneens een sprintster, die de Sovjet-Unie vertegenwoordigde bij internationale wedstrijden.

## Titels
- Olympische kampioene 4 x 100 m estafette - 2008
- Russisch kampioene 60 m - 2007, 2008
- Russisch kampioene 100 m - 2007, 2008

## Persoonlijke records
Outdoor
| Onderdeel | Prestatie | Datum        | Plaats |
| --------- | --------- | ------------ | ------ |
| 100 m     | 11,09 s   | 31 juli 2007 | Toela  |

Indoor
| Onderdeel | Prestatie | Datum            | Plaats |
| --------- | --------- | ---------------- | ------ |
| 50 m      | 6,31 s    | 5 maart 2010     | Liévin |
| 60 m      | 7,09 s    | 8 februari 2008  | Moskou |
| 200 m     | 23,33 s   | 14 februari 2010 | Moskou |

## Palmares

### 60 m
- 2007:  EK indoor - 7,18 s
- 2008: 5e WK indoor - 7,24 s

### 100 m
- 2007: 9e Weltklasse Zürich - 11,64 s
- 2007:  IAAF Grand Prix Zagreb - 11,33 s
- 2007:  Golden Spike - 11,44 s
- 2007:  Europacup - 11,20 s
- 2008:  Europacup - 11,26 s
- 2008: 8e Memorial Van Damme - 11,58 s

### 4 x 100 m
- 2007: 5e WK - 42,97 s
- 2007:  Europacup - 42,78 s
- 2008:  Europacup - 42,80 s
- 2008: (goud) DQ OS - 42,31 s
- 2009: 4e WK - 43,00 s